# Turiță mare

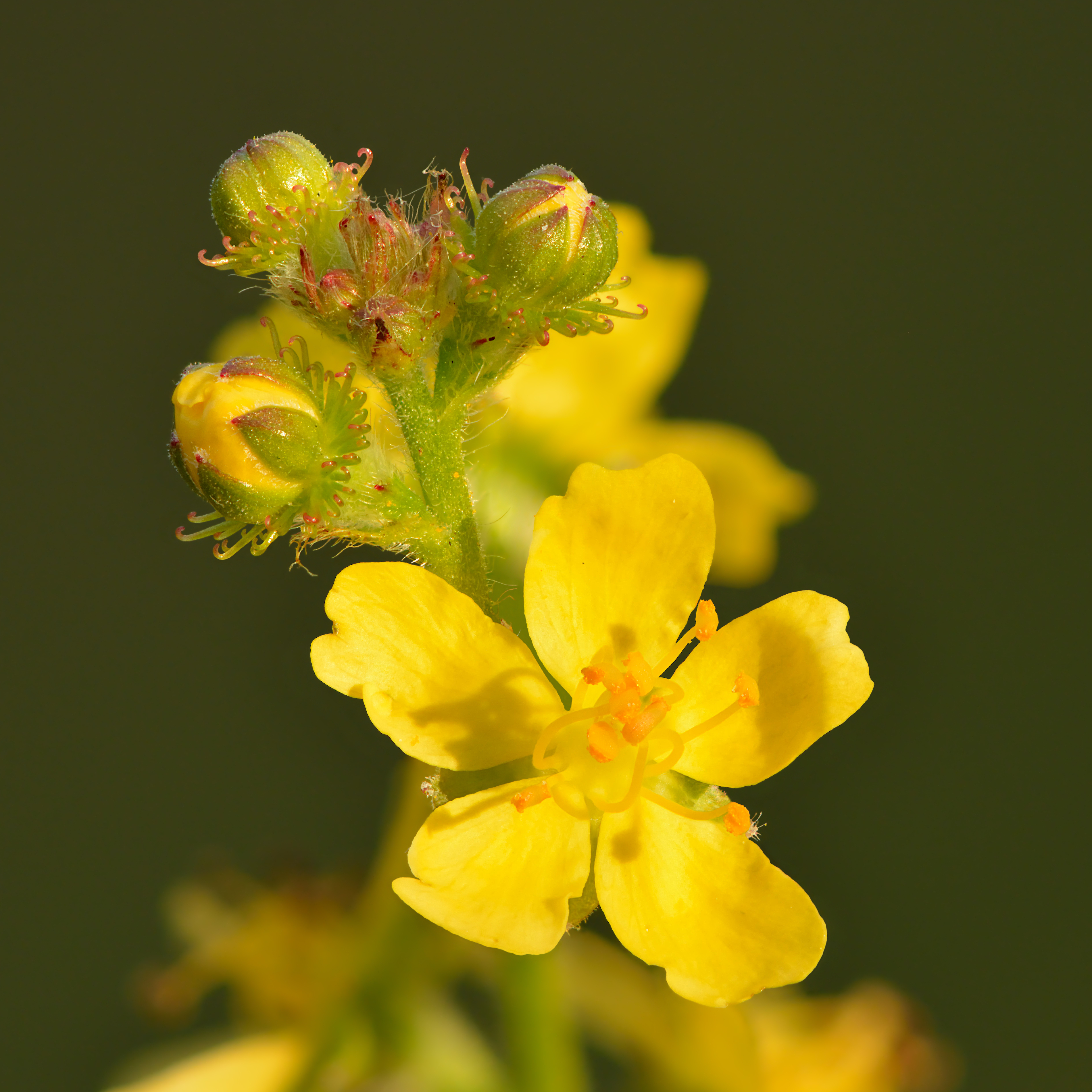
Floare

Turița mare (Agrimonia eupatoria) este o plantă erbacee din familia Rosaceae, cunoscută sub mai multe denumiri populare: asprișoară, buruiană de friguri, cornățel, gălbenare de germe, coada racului, leușteanul muntelui, lipici, sora fragilor, turiciară, turiuță.
Agrimonia (din greacă ἀργεμώνη), cunoscută sub numele de turiță mare, este un gen de 12-15 specii de plante cu flori  perene erbacee din familia Rosaceae, originare din regiunile temperate ale Emisferei Nordice, cu o singură specie, de asemenea, în Africa. Specia crește între ,5–2 metri (1,6–6,6 ft) înălțime, cu frunze penate întrerupte și un buchet de flori mici și galbene suportate pe o singură tulpină (de obicei fără ramuri) 
Speciile Agrimonia sunt folosite ca plante alimentare de larvele unor specii de Lepidoptere, inclusiv ''Pyrgus malvae''⁠(en)[traduceți] și ''Pyrgus alveus''⁠(en)[traduceți].

## Descriere
Plantă erbacee, vivace,  cu frunze păroase pe fața interioară, cu flori galben-aurii și cu fructe cu ghimpi mici la bază, răspândită de la câmpie și până la etajul montan (1.000 m),în fânețe și poieni umede, în tufărișuri și luminișuri, la margini de păduri și drumuri, în locuri cu umiditate mare. Înflorește  din iulie și până în luna septembrie.
În scopuri medicinale se recoltează părțile aeriene în timpul înfloririi.

## Specii
- Agrimonia eupatoria – Turița mare (Europa, Asia, Africa)
- Agrimonia gryposepala – Comună, turiță mare, turița păroasă mare (America de Nord)
- Agrimonia incisa – agrimonia incizată (America de Nord)
- Agrimonia coreana – agrimonia coreană (Asia de est)
- Agrimonia microcarpa – agrimonia cu fructe mici (America de Nord)
- Agrimonia nipponica – agrimonia japoneză (Asia de est)
- Agrimonia parviflora – agrimony Harvestlice (America de Nord)
- Agrimonia pilosa – agrimonia păroasă (Europa de est, Asia)
- Agrimonia procera – turiță mare parfumată (Europa)
- Agrimonia pubescens – turiță mare moale sau pufoasă  (America de Nord)
- Agrimonia repens – Agrimonia scurtă (Asia de sud-vest)
- Agrimonia rostellata turița mare cu cioc (America de Nord)
- Agrimonia striata – turița mare sălbatică (America de Nord)

## Componenți principali
Tanin de natură catehică, galotanin și elagitanin, cvercetină liberă, hiperină și rutosidă, substanțe amare, ulei volatil, bioxid de siliciu, acid nicotic, vitaminele C și K, acid ursolic.

## Proprietăți

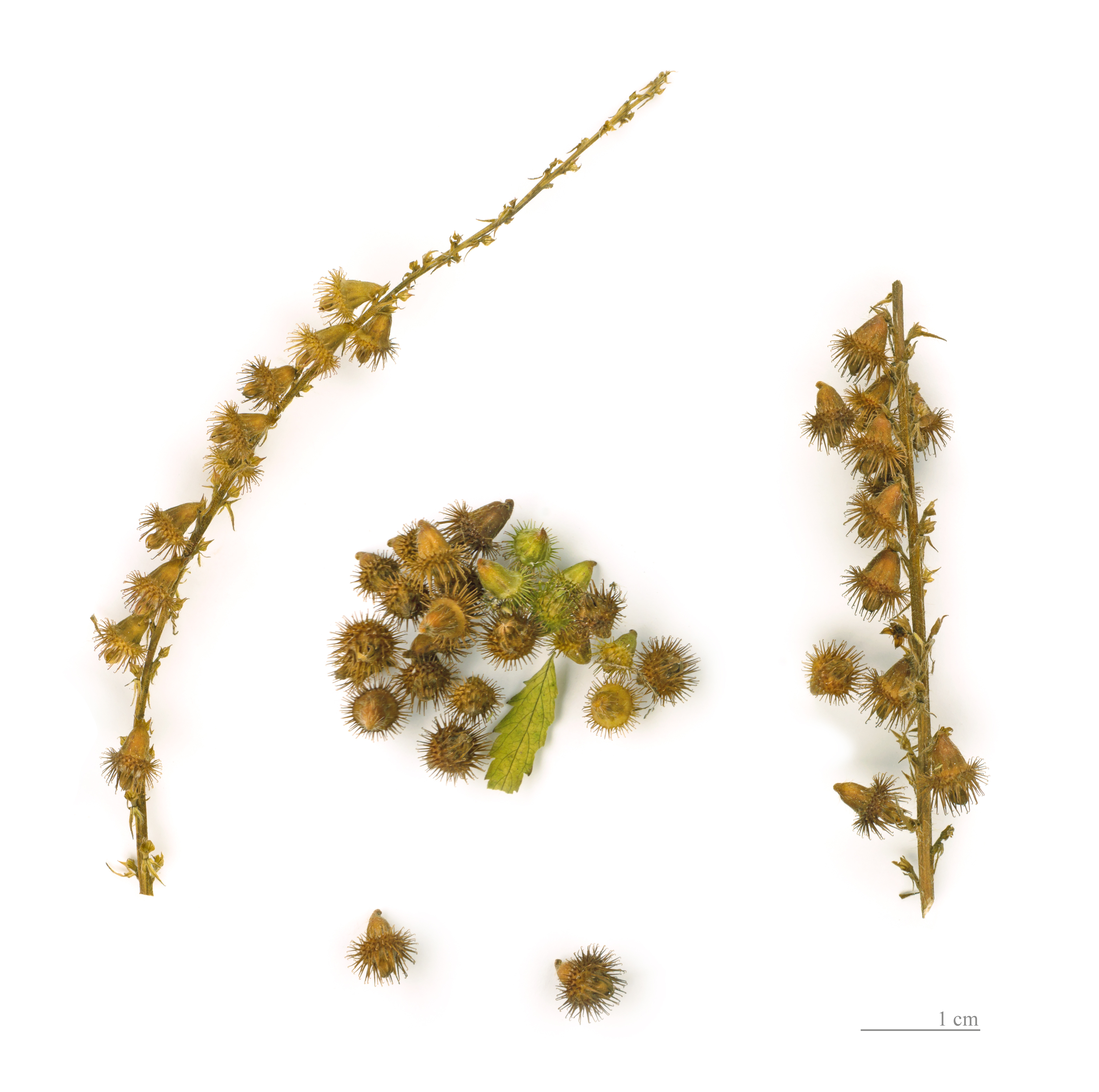
Agrimonia eupatoria

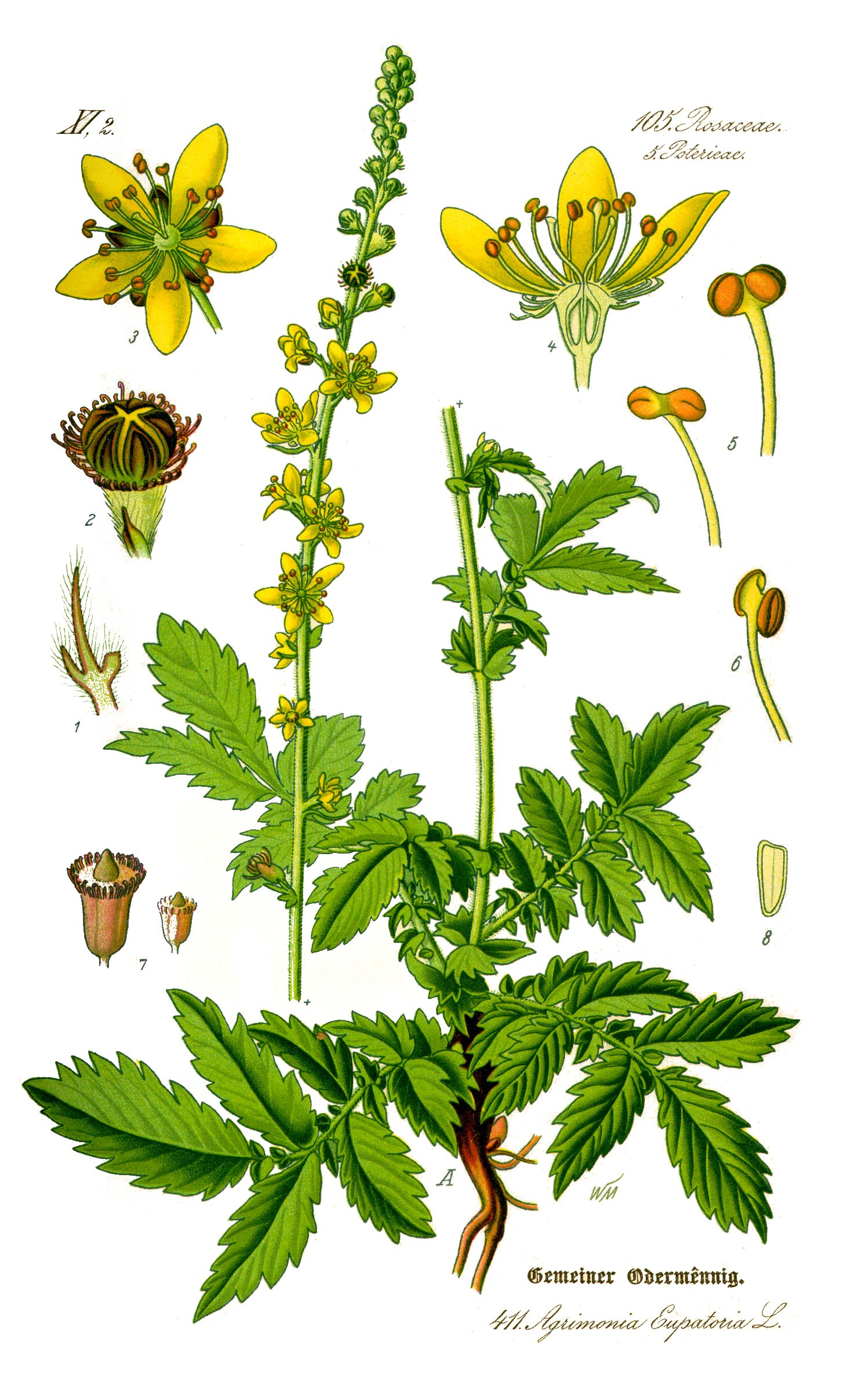
Agrimonia eupatoria

- stimulator al secrețiilor gastro intestinale și măresc apetitul
- colagog
- lizează calculii biliari
- astringent și antidiuretic datorită taninurilor
- eupeptic-amar

## Indicații
Intern în calculoză biliară; în tulburările căilor biliare și gastro-intestinale favorizează eliminarea secrețiilor biliare descongestionând ficatul; în combaterea diareei; în reumatismul articular; urticarie.
Extern în ulcere varicoase, plăgi; afecțiuni oculare.

## Folosiri
În antichitate, era folosită pentru băi de picioare și picioare obosite. TurițaFormat:Specify are o lungă istorie de utilizare ca medicament. Poetul englez Michael Drayton a considerat-o un "leac bun la toate" și de-a lungul veacurilor a fost considerat un panaceu. Grecii antici au folosit turița mare, pentru a trata afecțiuni ale ochilor și a fost introdusă în beri pentru diaree și tulburări ale vezicii biliare, ficat, și rinichi. Anglo-Saxonii au făcut o soluție din frunze și semințe pentru vindecarea rănilor; această utilizare a continuat prin Evul mediu și după aceea, într-un preparat numit eau d'arquebusade, sau "apă-mpușcată". Era adăugată la ceai ca un tonic de primăvară. Agrimonia a fost listată ca una dintre cele 38 de plante care sunt folosite pentru a prepara remedii florale Bach. Potrivit Cancer Research UK, esențe nu sunt utilizate pentru a trata afecțiuni medicale.

## Folclor
Folclorul tradițional britanic  afirmă că dacă o crenguță de Agrimonia eupatoria este plasată sub capul unei persoane, aceasta ar dormi până când crenguța ar fi îndepărtată.

## Legături externe
- Turiță mare la Encyclopedia of Life